# Она (роман)
«Она: история приключения» (в русских переводах, как правило, «Аэша») — приключенческий роман английского писателя Генри Райдера Хаггарда.
Был впервые опубликован в журнале The Graphic с октября 1886 по январь 1887 года, в 1887 году был выпущен отдельным изданием. По состоянию на 1965 год он был переведён на 44 языка и издан общим тиражом в 83 миллиона экземпляров. Книга входит в список мировых бестселлеров и считается историками литературы вторым по популярности романом Хаггарда после «Копей царя Соломона».
Роман описывает путешествие Горация Холли, от лица которого ведётся повествование, и его друга Лео Винси в глубинные области Восточной Африки на поиски затерянного таинственного королевства, где они в итоге обнаруживают племя дикарей и таинственную белую королеву Аэшу, обладающую мистическими способностями и бессмертием.
Роман получил положительные отклики сразу же после выхода, но вызвал и продолжал на протяжении десятилетий вызывать споры по поводу различных поднятых в нём вопросов: викторианских представлений о расовом различии и эволюции, женской власти и так далее. Сюжет и стили романа оказали большое влияние на многих последующих авторов, в том числе на Джона Толкина.

## Экранизации
- «Она» — режиссёры Лэнсинг С. Холден, Ирвинг Пичел (США, 1935), в главной роли — Хелен Кэхаган
- «Она» — реж. Роберт Дэй (Великобритания, 1965), в ролях — Урсула Андресс и Сорайя;
- «Она» — реж. Тимоти Бонд (Канада-Великобритания, 2001);